# مليار ريال
مليار ريال هو مسلسل سعودي يدور في إطار كوميدي، حيث يرث أخوة وأخوات أموال كثيرة عن والدهم، ولكن مع وجود عمهم "سعيد" سيكون هناك على حصولهم على الميراث واستمتاعهم به.

## طاقم التمثيل
- محمد العيسى
- خالد الفراج
- هيا الشعيبي
- نيرمين محسن
- عبد المجيد الرهيدي
- ميلا الزهراني
- عبد الله المزيني
- لمار
- وجنات الرهبيني
- إسراء عبدالعزيز
- عيد سعد
- سالم الخزيم
- مشعل العتيبي
- علي الدويان
- علي الحميدي
- عبد المحسن الشمري
- سعود السالم
- حنين زياد

وغيرهم